# Psara dorcalis
Psara dorcalis is een vlinder uit de familie van de grasmotten (Crambidae). De wetenschappelijke naam van deze soort is voor het eerst gepubliceerd in 1862 door Achille Guenée.

## Verspreiding
De soort komt voor in Congo-Kinshasa, Rwanda, Madagaskar, Réunion en Mauritius.

## Waardplanten
In Réunion is vastgesteld dat de rups op Salvia officinalis en Ocimum basilicum (Lamiaceae) leeft.